# 대한민국 축구 국가대표팀
대한민국 축구 국가대표팀은 대한민국의 축구 국가대표팀으로 대한축구협회에 의해 구성된다. 국제 축구 연맹에서는 Korea Republic으로 호칭되며 1948년 하계 올림픽에서 처음 국제 무대에 발을 내디뎠고 1954년 FIFA 월드컵을 통해 처음 FIFA 월드컵 본선 무대를 밟은 이후 1986년 FIFA 월드컵부터 2026년 FIFA 월드컵까지 아시아 최초이자 세계에서 6번째로 11회 연속 본선에 진출했다.
2024년 8월 기준으로 총 11번 월드컵에 출전했고 2002년 FIFA 월드컵에서 최종 순위 4위를 달성하며 아시아 축구 연맹 회원국 중 월드컵 최다 출전 및 최고 성적을 보유하고 있다. 2002년 월드컵에서 최초로 월드컵 준결승전에 진출한 아시아 축구 연맹 회원국 기록을 세웠고 2024년 기준으로 월드컵 준결승전에 진출한 유일한 아시아 축구 연맹 회원국 기록을 보유하고 있다. 월드컵 본선 통산 성적은 7승 10무 21패로 6승은 유럽 대표팀(폴란드, 포르투갈, 이탈리아, 그리스, 독일)을, 1승은 아프리카 대표팀(토고)을 상대로 기록했다. 1956년 AFC 아시안컵에 처음으로 출전했고 처음으로 출전한 아시안컵과 1960년 AFC 아시안컵에서 우승을 달성했다. EAFF E-1 풋볼 챔피언십에서 우승 5회를 달성했고 성인 대표팀이 참가했던 아시안 게임에서 금메달 3개, 은메달 3개를 획득했다.
"태극전사", "아시아의 호랑이" 외에 홈유니폼의 색상에서 유래한 "레즈(영어: Reds)"라는 별칭을 가지고 있으며 공식 응원단은 붉은악마로 불린다.

## 역사

### 1954년 스위스 월드컵
대한민국 대표팀이 처음으로 출전한 월드컵 본선은 6.25 전쟁이 휴전을 선고 한지 1년 뒤에 개최된 1954년 FIFA 월드컵이다. 김용식 감독 등 22명의 선수단이 대한민국에서 유럽으로 가는 비행기 직행 노선이 없어서 태국 방콕을 경유해 50여시간 동안 비행기를 탔고 대회 개막 바로 전날 밤에 스위스 베른에 도착했다. 대표팀은 월드컵에 충분히 준비를 하지 않은 상황에서 경기에 임했고 선수 교체 제도가 존재하지 않았기 때문에 경기 도중 일부 탈진한 선수 몇 명이 쓰러지기도 했다. 대한민국 대표팀은 헝가리 축구 국가대표팀에게 0 – 9, 튀르키예 축구 국가대표팀에게 0 – 7로 패배하면서 대회 꼴찌를 기록했다.

### 1986년 멕시코 월드컵
대한민국 축구는 32년 만에 월드컵 본선 진출했지만 그러나 조 추첨식에서 1986년 FIFA 월드컵에서는 강력한 우승 후보로 불리는 국가들과 같은 조에 편성된 대한민국은 아르헨티나와의 조별리그 첫 번째 경기에서 디에고 마라도나의 활약을 막지 못하고 3골을 내줬다. 물론 대한민국도 막판 분전을 한 끝에 73분 박창선이 대한민국 축구 역사상 월드컵 본선에서의 첫 득점을 성공시켰지만 스코어의 열세를 극복하지 못하고 결국 1 – 3의 아쉬운 패배를 당했다. 불가리아와의 2차전에서는 11분 플라멘 게토프에게 선제골을 내주며 끌려가다가 70분에 터진 김종부의 동점골에 힘입어 1 – 1 무승부를 기록하며 월드컵 사상 첫 승점 1점을 획득했다. 그리고 조별리그 최종전이었던 디펜딩 챔피언 이탈리아전에서는 편파 판정에 시달리며 페널티킥을 허용했지만 그나마 골포스트를 맞히는 실축이 나온 바람에 편파 판정에 관한 의미는 일단 사라졌다. 그럼에도 불구하고 2 – 3으로 석패하면서 1무 2패로 16강 진출에 실패했다. 그러나 비록 16강 진출에는 실패했지만 한국 축구 역사상 월드컵 본선에서 첫 득점과 첫 승점을 따낸 대회로 영원히 남게 되었다.

### 1998년 프랑스 월드컵
숙적 일본을 상대하며 1997 도쿄 대첩을 이루고 통산 4회 연속 본선에 진출한 1998년 FIFA 월드컵에서는 멕시코와의 E조 조별리그 1차전에서 대한민국은 27분에 터진 하석주의 프리킥 선제골로 앞서 나갔지만 하석주가 득점을 기록한 이후 상대 선수에 대한 백태클로 퇴장당했고 이후 대한민국은 후반전에 접어들면서부터 하석주가 빠진 불리한 상황에서 멕시코의 리카르도 펠라에스와 루이스 에르난데스에게 연이어 실점을 거듭하며 1 – 3으로 역전패했다. 오렌지 군단 네덜란드와의 2차전에서는 파트릭 클라위버르트가 전 경기에서 퇴장당하면서 출전하지 않았음에도 불구하고 기량 차를 극복하지 못한 채 0 – 5로 대패하면서 조별리그 탈락이 확정되었다. 이후 대한민국은 네덜란드전의 대패 여파로 인해 당시 대표팀 감독이었던 차범근이 대회 도중에 경질되는 사상 초유의 사태까지 겪게 되었다. 차범근은 이 대회 도중 경질된 3명의 감독들 중 한 명이 되었다. 조별리그 최종전이었던 벨기에전에서도 7분 만에 뤼크 닐리스에게 선제골을 내주며 끌려갔고 설상가상으로 이임생이 머리 부상까지 당했으나 이임생이 붕대까지 싸매고 투혼을 불사른 끝에 결국 72분 유상철의 동점골이 터지면서 1 – 1 무승부를 기록했다. 이로써 대한민국은 유럽 대륙에서 열린 월드컵 본선에서 사상 처음으로 승점을 획득하면서 3전 전패 및 대회 꼴찌를 간신히 모면하였지만 1무 2패로 또 다시 16강 진출에 실패하였다.

### 2002년 한일 월드컵, 월드컵 준결승의 신화
대한민국은 2001년 12월 1일 부산의 벡스코에서 열린 조추첨식에서 동유럽 강호 폴란드, 북중미의 강호 미국, 그리고 포르투갈과 함께 D조에 편성되었다. 6월 4일, 부산아시아드주경기장에서 폴란드와 1차전 경기를 펼친 대한민국은 폴란드의 초반 기습 공격을 버티며 경기를 지배해 나가다가 전반전에 터진 황선홍의 골로 앞서나갔고 후반전에는 유상철이 추가골을 터뜨리면서 2 – 0의 승리를 거두었다. 이로써 대한민국은 월드컵에 첫 출전했던 1954년 대회 이후 무려 48년, 15경기만에 첫 승리를 기록하였다. 그리고 엿새 후인 6월 10일, 대구스타디움에서 포르투갈과의 앞선 1차전에서 3 – 2로 제압하는 이변을 연출한 미국이었다. 4개월 전 2002년 2월 대한민국은 미국에게 향한 지독한 악연은 있었다. 2002년 동계 올림픽 쇼트트랙 남자 1,500m 경기에서 금메달 리스트 안톤 오노의 반칙으로 인해 1위으로 골인했던 김동성이 실격패을 당했고 게다가 대한민국 국민들은 미국에게 향한 엄청난 분노을 했다. 그리고 축구팬들은 기대가 하고 있었다. 2차전 경기를 치른 대한민국은 전반 초반 황선홍이 프랭키 헤이덕과의 헤딩 경합 과정에서 머리부상을 입으면서 응급 처치를 위해 잠시 나가게 되었다. 그리고 그 틈을 타~ 순간적 수적 우세를 활용한 미국은 24분 클린트 매티스의 선제골로 앞서나갔다. 이후 헤이덕이 페널티박스 안에서 반칙을 저지르며 페널티킥을 얻어냈지만 이을용의 페널티킥이 그만, 브래드 프리델 골키퍼의 선방에 막히면서 득점에 실패했다. 그러나 78분에 터진 안정환의 헤딩 동점골로 미국과 1 – 1 무승부를 기록하며 16강 진출에 한걸음 더 다가섰다. 포르투갈과의 최종전을 앞두고 앞선 두경기에서 부상으로 나오지 못했던 이영표가 복귀하였다. 인천문학경기장에서 열린 3차전 전반에 포르투갈의 주앙 핀투가 쇄도하는 박지성을 향해 백태클을 걸다가 결국 레드카드를 받고 퇴장당했다. 이후 베투가 이영표에 태클을 걸어 경고 누적으로 퇴장당하면서 11대 9의 수적 우세를 잡은 대한민국은 설기현이 선제골을 기록했으나, 상대팀 골키퍼에 대한 차징으로 골이 취소되었다. 이후 파상공세를 펼치던 대한민국은 결국 70분 박지성의 환상적인 골이 터지면서 1 – 0으로 승리를 거두며 D조 1위로 사상 첫 16강 진출을 확정지었다. 같은 시각 폴란드에 1 – 3으로 패하며 16강 진출이 불투명했던 미국은 대한민국의 도움을 받아 간신히 조 2위로 16강 티켓을 거머쥐었다. 반면 대한민국에 패한 포르투갈은 조 3위로 16강 진출에 실패하며 체면을 구겼다. 대한민국의 16강전의 상대는 아주리군단 이탈리아였다. 대한민국은 3분 설기현이 페널티킥을 얻었지만 안정환이 찬 페널티킥이 골키퍼 잔루이지 부폰에게 막히면서 선제 득점에 실패했다. 오히려 18분 이탈리아의 크리스티안 비에리에게 선취점을 내주면서 리드를 허용했다. 그러나 88분 설기현이 극적으로 동점골을 터뜨렸고 117분에 안정환이 역전 골든골을 터뜨리면서 이탈리아를 2 – 1로 격침시키며 8강에 진출하였다. 당시 이탈리아 대표팀 선수였던 프란체스코 토티는 연장전에서 시뮬레이션 액션을 이유로 두 번째 경고를 받고 퇴장당했는데, 이 판정에 관한 논란이 굉장히 뜨거웠다. 경기 후, 이 경기에서 퇴장당한 프란체스코 토티와 조반니 트라파토니 감독을 비롯한 이탈리아 선수단원들은 자국의 탈락에 음모론을 제기하였다. 트라파토니는 거기서 도를 넘어 FIFA가 대한민국의 승리를 통해 최소한 두 공동개최국들 중 하나가 대회에서 생존할 수 있도록 심판진을 구성했다는 졸렬한 비난까지 하였다. 제프 블라터 FIFA 회장은 부심의 결정은 "형편 없었고" 이탈리아가 앞서 조별리그에서 불리한 오프사이드 판정을 받았다고 인정했으나, 음모론을 부정하였다. 모레노가 토티에게 경고 누적으로 퇴장당한 것에 대해, 블라터는 토티가 모레노에 퇴장 명령을 받은 것에 대해 "이탈리아의 탈락은 판정에 실수를 야기한 주심과 부심의 문제로만 치부할 수 없으며... 이탈리아는 공수 양면에서 실책을 범했다." 라고 모레노가 이탈리아의 패배를 야기했다고 책임을 떠넘기지 않았다. 게다가 이탈리아는 수차례 팔꿈치를 사용한 악랄한 반칙을 저질렀음에도 불구하고 단 한번도 이에 대한 제재를 받지 않았다. 이 중 크리스티안 비에리 선수는 김태영의 안면을 팔꿈치로 가격해 코뼈 골절의 부상을 입혔으나, 아무런 징계도 받지 않았다. 이러한 이탈리아의 악랄한 반칙 행위는 다음 대회에서 FIFA로 하여금 팔꿈치로 상대를 가격시 즉시 퇴장을 받게 규정이 개정되었다. 6월 22일 광주월드컵경기장에서 무적함대 스페인과 8강전에서 격돌했다. 경기 시작한지 20분도 채 되지 않은 시점에서 엔리케 로메로가 백태클로 김남일에 부상을 입혔고, 스페인 페널티박스안에서 엘게라가 안정환의 머리를 가격하여 넘어뜨렸으나 한국에게 페널티킥도 안주었으며, 엘게라가 손으로 공을 걷어내는 의도적인 핸드링 반칙에도 아무런 조치도 취해지지 않았다. 결국 김남일은 32분에 이을용과 교체되어 나갔고, 스페인의 공격 빈도는 점점 높아졌다. 이후 논란의 상황이 발생했는데 스페인이 프리킥 세트피스 상황에서 골망을 갈랐지만 이집트 출신 가말 간도르 주심이 반칙 휘슬을 불면서 득점으로 인정되지 않았다. 경기 이후 이 상황으로 인해 이반 엘게라는 "도둑"이라 비난했고, 스페인 언론도 이에 동조해 "꿈을 앗아간 도둑"이라 선동했으나, FIFA는 단순한 인간적 잘못일 뿐이라며 일축했다. 결국, 양 팀은 정규 시간과 연장을 모두 거친 후에도 0 – 0 동률을 유지해 다음 라운드 진출국이 승부차기로 결정되었다. 대한민국이 4명을 주자가 모두 골망을 가른 가운데 호아킨 산체스가 4번째 주자로 나섰지만 이운재가 호아킨의 주춤거리는 움직임을 잘 읽어내면서 페널티킥을 침착하게 잘 막았고 대한민국의 마지막 주자로 나선 홍명보가 스페인 골망을 가르면서 자국에서 월드컵 역사상 처음으로 준결승에 진출했다. 이로서 대한민국은 아시아팀으로는 최초로 월드컵에서 준결승 무대를 밟은 팀이 되었고, 1930년 미국에 이어 제3대륙 국가로는 2번째로 월드컵 4강 신화를 달성했다. 6월 25일 서울월드컵경기장에서 열린 독일과의 준결승전에서 미하엘 발라크에게 결승골을 내주면서 0 – 1로 석패하여 결승에 오르지 못했다. 그리하여 대한민국은 브라질에게 0 – 1로 패배한 튀르키예와 3위 결정전을 치르게 되었다. 전반 시작한지 1분도 채 안되 홍명보가 어이없는 실수를 저지르면서 하칸 쉬퀴르에 선제 실점을 허용했다. 이후 이을용이 프리킥으로 동점골을 기록했지만, 일한 만스즈에게 연달아 2골을 내주며 1 – 3으로 뒤진 채 전반전을 마쳤다. 이후 후반전 추가 시간에서야 송종국이 추가골을 넣었지만 2 – 3으로 아쉽게 지면서 대회 4위를 기록했다. 또한 대표팀 서포터즈인 붉은 악마를 중심으로 한 길거리 응원은 월드컵의 또다른 볼거리로 꼽혔다. 그리고 대한민국의 월드컵 준결승을 이끌어낸 수비의 핵심 홍명보가 대한민국 선수로는 최초로 월드컵에서 브론즈볼을 수상하는 영광을 얻었다.

### 2010년 남아공 월드컵, 사상 첫 원정 16강
2007년 아시안컵의 성적부진으로 인해 핌 베어벡 감독이 자진 사퇴하고 대한축구협회는 7년만에 국내파 허정무 감독를 선임하고 2010년 FIFA 월드컵 아시아 지역 3차 예선에서 중동 원정과 남북전까지 어려운 시련을 극복하며 4승 4무 B조 1위로 1954년 대회와 1990년 대회에 이어 다시 한번 무패로 무난히 7회 연속 본선에 진출했다. 그리고 본선에서 남미의 강호 아르헨티나, 슈퍼 이글스 나이지리아, UEFA 유로 2004 챔피언 그리스와 B조에 편성되어 16강 진출을 놓고 다투게 되었다. 그리스와의 1차전에서 이정수와 주장 박지성의 연속 득점으로 2 – 0으로 승리하며 원정에서 유럽팀을 상대로 사상 첫 승을 거두었다. 아르헨티나와의 2차전에서는 박주영의 자책골과 곤살로 이과인의 해트트릭을 허용하며 무너졌다. 물론 1 – 2로 뒤진 상황에서 이청용의 추격골로 한점을 만회했지만 결국 1 – 4로 완패했다. 이로써 대한민국은 1986년 대회 본선 첫 대결에 이어 24년만에 다시 만난 아르헨티나와의 본선 2번째 대결에서도 패하며 아르헨티나전 2연패에 빠졌다. 특히 이과인의 두번째 골이자 대한민국의 3번째 실점은 오프사이드라는 결론이 나와 논란이 일기도 했다. 그리고 같은 날 열린 그리스와 나이지리아의 경기에서는 그리스가 2 – 1로 역전승을 거두면서 나이지리아는 2연패으로 이미 탈락 확정되고 반면 그리스는 1승 1패으로 16강 진출의 가능성이 남아 있으며 대한민국이 복잡한 상황에 서게 되었는데 이러한 상황에서 대한민국이 자력으로 16강에 진출하는 길은 나이지리아를 상대로 승리를 거두는 방법 밖에 없었으며 패배할 경우 무조건 탈락하며 무승부를 거둘 경우 아르헨티나가 그리스를 상대로 승리해야 조 2위로 16강에 진출할 수 있었으며 아르헨티나와 그리스가 무승부를 기록할 경우 대한민국과 그리스 상호간의 승점 및 골득실까지 같아지기 때문에 다득점으로 16강 진출팀이 가려지게 되었다. 그리고 나이지리아와의 조별리그 최종전에서는 칼루 우체에게 선제골을 내줬지만 이정수가 일명 헤발슛으로 동점골을 터뜨렸고 이어 박주영이 프리킥으로 역전골을 터뜨려 2 – 1로 앞서갔다. 그러나 김남일이 페널티박스 안에서 반칙을 범하며 페널티킥을 허용했고 페널티킥을 얻어낸 나이지리아의 야쿠부 아이예그베니가 동점골을 기록하며 경기는 2 – 2 무승부로 끝났다. 하지만 같은 시각에 열린 아르헨티나가 마르틴 데미첼리스와 마르틴 팔레르모의 연속골로 그리스를 2 – 0으로 물리친 덕분에 대한민국은 조 2위로 사상 첫 원정 16강에 진출에 성공했다. 16강전에서 A조 1위인 우루과이를 만난 대한민국은 경기 초반 우루과이의 에이스인 루이스 알베르토 수아레스에게 역습을 통한 선제골을 허용하며 끌려갔지만 후반 이후 경기 흐름을 다시 주도한 끝에 68분 이청용의 득점으로 동점을 만드는데 성공했다. 그러나 다시 한번 수아레스에게 80분 결승골을 내주며 1 – 2로 아쉽게 패하면서 8강 진출에 실패하였다. 또한 대한민국은 이 대회 챔피언 스페인에 이어 페어플레이상 2위에 오르기도 했고 아울러 이 대회에서 미국, 이탈리아와 더불어 전 경기 득점을 기록하였다. 그리고 대한민국이 전 경기에서 득점을 기록한 건 1986년 대회 이후 무려 24년만이다.

### 2022년 카타르 월드컵, 12년 만에 이룬 16강 진출
아시아 3차 예선을 마친 대한민국은 4월 1일에 있었던 월드컵 조 추첨에서 슈퍼스타 호날두가 이끄는 톱시드국 포르투갈, 8년만에 본선에 진출한 아프리카의 강호이자 검은별 가나, 2010년 FIFA 월드컵 16강전서 대한민국을 상대로 멀티 득점을 기록했었던 루이스 알베르토 수아레스의 남미 전통 강호 우루과이와 H조에 편성되었다. 2002 한일 월드컵 20주년 기념 평가전에서 G조 톱시드 배정국이자 피파랭킹 1위 브라질에게 1 - 5로 참패하여 불안한 출발을 했지만 남미의 또 다른 강호 칠레에게 2 - 0으로 승리하였고, 남미의 복병 파라과이에게 2 - 2로 무승부, 마지막 평가전 이집트전에서 4 - 1 스코어로 압승을 하여 2002 한일 월드컵 20주년 기념 6월 평가전은 2승1무1패로 마무리하였다. 2022 카타르 월드컵 조별리그 H조에 1차전에서 대한민국은 우루과이와 11월 24일에 0 - 0으로 무승부를 거뒀다 (우루과이와 월드컵 3번째 만남만에 승점을 기록하는 순간이었다) 조별리그 H조 2차전에서 대한민국은 가나와 11월 28일날에 0 - 2로 뒤졌다가 조규성의 연속헤딩슛으로 2 - 2가 되었다 하지만 가나 공격수 모하메드 쿠두스에게 결승골을 헌납하고 만다 그리고, 조별리그 H조 3차전에서 대한민국은 포르투갈과 경기를 12월 3일 (대한민국 시간)에 경기를 하였다 대한민국은 포르투갈에게 5분에 오르타에게 골을 작렬당하여 0 - 1로 일단 뒤지지만 27분에 대한민국 수비수 김영권 선수가 골을 작렬하면서 1 - 1로 비김으로써 전반을 마친다 그리고, 후반이 시작되면서 대한민국은 90분이 지나고, 추가 시간에 손흥민 선수가 황희찬 선수에게 골을 패스를 하며, 황희찬 선수가 포르투갈 골문에 골을 작렬하여 대한민국이 포르투갈에게 2 - 1로 마침으로서 경기가 끝나고, 같은 시간에 펼쳐진 우루과이 대 가나전에서 우루과이가 가나에게 2 - 0으로 승리를 한다 가나 골문에 2골을 작렬한 선수는 우루과이 히오르히안 데 아라스카에타 선수이다 우루과이가 가나에게 1골을 더 작렬했다고 하면 골득실에서 1점이 앞서서 우루과이가 16강에 갈뻔했지만 가나가 우루과이에게 더 이상 실점을 허용하지 않으면서 가나와 우루과이는 탈락하면서 집으로 가버렸으며, 2022 카타르 월드컵 H조에서는 1위가 포르투갈, 2위가 대한민국으로 두팀은 16강 토너먼트에 오른다. 대한민국은 2010 남아공 월드컵 이후로 12년후인 2022 카타르 월드컵때 한번 더 원정 16강에 오른다. 하지만 16강에서 전통강호이자 우승후보 브라질을 만나 월드컵여정을 16강에서 마무리 한다.

## 유니폼과 엠블럼
대한민국 축구 국가대표팀의 전통적인 색깔은 붉은 색이어서 팬들의 "붉은 악마"라는 별명을 얻었고 응원단 붉은 악마들의 이름을 짓게 되었다. 원정 유니폼 색은 흰색과 파란 색 사이에서 다양했다. 1994년 홈 유니폼은 빨간 색에서 흰색으로 바뀌었으나 1995년에 다시 빨간색이 홈 유니폼 색으로 돌아와서 현재에 이르고 있다.
2001년 5월 기존 사용하던 태극마크로 불리는 엠블럼을 대신하여 호랑이 모양의 새로운 엠블럼을 발표하였고 2002년 유니폼부터 부착하였다.

## 대한민국 축구 국가대표팀 경기결과
승리   무승부   패배   Fixtures   경기취소 

#### 2024
| 2026년 FIFA 월드컵 3차 예선 9월 5일 | 대한민국 | 0 - 0                                               | 팔레스타인 | 서울, 대한민국                                                                    |  |  |
| 20:00 UTC+9                         |          | 리포트 (FIFA) 라이브 리포트 (AFC) 통계 리포트 (AFC) |            | 경기장: 서울월드컵경기장 관중 수: 59,579명 심판: 알리레자 파가니 (오스트레일리아) |  |  |
|                                     |          |                                                     |            |                                                                                   |  |  |

| 2026년 FIFA 월드컵 3차 예선 9월 10일 | 오만                    | 1 - 3                                               | 대한민국                                  | 무스카트, 오만                                                    |  |  |
| 18:00 UTC+4                          | - 정승현 45+2′ (자책골) | 리포트 (FIFA) 라이브 리포트 (AFC) 통계 리포트 (AFC) | - 황희찬 10′ - 손흥민 82′ - 주민규 90+11′ | 경기장: 술탄 카부스종합운동장 관중 수: 27,144명 심판: 마닝 (중국) |  |  |
|                                      |                         |                                                     |                                           |                                                                   |  |  |

| 2026년 FIFA 월드컵 3차 예선 10월 10일 | 요르단 | 0 - 2                                               | 대한민국                  | 암만, 요르단                                                           |  |  |
| 17:00 UTC+3                           |        | 리포트 (FIFA) 라이브 리포트 (AFC) 통계 리포트 (AFC) | - 이재성 38′ - 오현규 68′ | 경기장: 암만 국제경기장 관중 수: 14,655명 심판: 기무라 히로유키 (일본) |  |  |
|                                       |        |                                                     |                           |                                                                        |  |  |

| 2026년 FIFA 월드컵 3차 예선 10월 15일 | 대한민국                               | 3 - 2                                               | 이라크                      | 용인, 대한민국                                                                  |  |  |
| 20:00 UTC+9                           | - 오세훈 41′ - 오현규 74′ - 이재성 83′ | 리포트 (FIFA) 라이브 리포트 (AFC) 통계 리포트 (AFC) | - 후세인 50′ - 바예시 90+5′ | 경기장: 용인미르스타디움 관중 수: 35,198명 심판: 루스탐 루트풀린 (우즈베키스탄) |  |  |
|                                       |                                        |                                                     |                             |                                                                                 |  |  |

| 2026년 FIFA 월드컵 3차 예선 11월 14일 | 쿠웨이트   | 1 - 3                                               | 대한민국                                        | 쿠웨이트시티, 쿠웨이트                                                                  |  |  |
| 17:00 UTC+3                           | - 다함 60′ | 리포트 (FIFA) 라이브 리포트 (AFC) 통계 리포트 (AFC) | - 오세훈 10′ - 손흥민 19′ (페널티) - 배준호 74′ | 경기장: 자베르 알아흐마드 국제경기장 관중 수: 22,791명 심판: 숀 에번스 (오스트레일리아) |  |  |
|                                       |            |                                                     |                                                 |                                                                                         |  |  |

| 2026년 FIFA 월드컵 3차 예선 11월 19일 | 팔레스타인     | 1 - 1                                        | 대한민국     | 암만, 요르단                                                        |  |  |
| 17:00 UTC+3                           | - 쿤바르 90+3′ | 리포트 (FIFA) 리포트 (AFC) 통계 리포트 (AFC) | - 손흥민 16′ | 경기장: 암만 국제경기장 관중 수: 2,405명 심판: 아라키 유스케 (일본) |  |  |
|                                       |                |                                              |              |                                                                     |  |  |

#### 2025
| 2026년 FIFA 월드컵 3차 예선 3월 20일 | 대한민국     | 1 - 1                                        | 오만             | 고양, 대한민국                                                                  |  |  |
| 20:00 UTC+9                          | - 황희찬 41′ | 리포트 (FIFA) 리포트 (AFC) 통계 리포트 (AFC) | - 알부사이디 80′ | 경기장: 고양종합운동장 관중 수: 35,212명 심판: 알리레자 파가니 (오스트레일리아) |  |  |
|                                      |              |                                              |                  |                                                                                 |  |  |

| 2026년 FIFA 월드컵 3차 예선 3월 25일 | 대한민국    | 1 - 1                                        | 요르단                | 수원, 대한민국                                                                  |  |  |
| 20:00 UTC+9                          | - 이재성 5′ | 리포트 (FIFA) 리포트 (AFC) 통계 리포트 (AFC) | - 권경원 30′ (자책골) | 경기장: 수원월드컵경기장 관중 수: 41,582명 심판: 일기즈 탄타셰프 (우즈베키스탄) |  |  |
|                                      |             |                                              |                       |                                                                                 |  |  |

| 2026년 FIFA 월드컵 3차 예선 6월 5일 | 이라크 | 0 - 2                                        | 대한민국                  | 바스라, 이라크                                                       |  |  |
| 21:15 UTC+3                         |        | 리포트 (FIFA) 리포트 (AFC) 통계 리포트 (AFC) | - 김진규 63′ - 오현규 82′ | 경기장: 바스라 국제경기장 관중 수: 55,972 심판: 아라키 유스케 (일본) |  |  |
|                                     |        |                                              |                           |                                                                      |  |  |

| 2026년 FIFA 월드컵 3차 예선 6월 10일 | 대한민국                                                      | 4 - 0                                        | 쿠웨이트 | 서울, 대한민국                                                                   |  |  |
| 20:00 UTC+9                          | 알 하제리 30′ (자책골) · 이강인 51′ · 오현규 54′ · 이재성 72′ | 리포트 (FIFA) 리포트 (AFC) 통계 리포트 (AFC) |          | 경기장: 서울월드컵경기장 관중 수: 41,119 심판: 마제드 알 샴라니 (사우디아라비아) |  |  |
|                                      |                                                               |                                              |          |                                                                                  |  |  |

| 2025년 EAFF E-1 풋볼 챔피언십 7월 7일 | 대한민국                            | 3 - 0              | 중화인민공화국 | 용인, 대한민국                                                       |  |  |
| 20:00 UTC+9                           | 이동경 8′ · 주민규 21′ · 김주성 56′ | 통계 리포트 (EAFF) |                | 경기장: 용인미르스타디움 관중 수: 4,426 심판: 투안 야신 (말레이시아) |  |  |
|                                       |                                     |                    |                |                                                                      |  |  |

| 2025년 EAFF E-1 풋볼 챔피언십 7월 11일 | 홍콩 | 0 - 2              | 대한민국                | 용인, 대한민국                                                           |  |  |
| 20:00 UTC+9                            |      | 통계 리포트 (EAFF) | 강상윤 27′ · 이호재 67′ | 경기장: 용인미르스타디움 관중 수: 5,521 심판: 아흐마드 아카샤 (싱가포르) |  |  |
|                                        |      |                    |                         |                                                                          |  |  |

| 2025년 EAFF E-1 풋볼 챔피언십 7월 15일 | 대한민국 | 0 - 1              | 일본      | 용인, 대한민국                                                        |  |  |
| 19:24 UTC+9                            |          | 통계 리포트 (EAFF) | 저메인 8′ | 경기장: 용인미르스타디움 관중 수: 18,418 심판: 투안 야신 (말레이시아) |  |  |
|                                        |          |                    |           |                                                                       |  |  |

| 친선 경기 9월 6일 | 미국 | v      | 대한민국 | 해리슨, 미국                             |  |  |
| 17:00 UTC−4       |      | 리포트 |          | 경기장: 스포츠 일러스트레이티드 스타디움 |  |  |
|                   |      |        |          |                                          |  |  |

| 친선 경기 9월 9일 | 멕시코 | v      | 대한민국 | 미국 |  |  |
| --:--             |        | 리포트 |          |      |  |  |
|                   |        |        |          |      |  |  |

## 내용주
1. ↑  AFC는 2024년 이란-이스라엘 분쟁과 관련된 보안 문제로 인해 경기를 중립 장소로 옮겼습니다.[17]

## 코칭스태프
코칭스태프 명단은 2025년 7월 24일을 기준으로 작성되어 있다.
| 직위          | 이름          |
| ------------- | ------------- |
| 감독          | 홍명보        |
| 수석 코치     | 주앙 아로주   |
| 전력분석 코치 | 티아구 마이아 |
| 코치          | 김동진        |
| 코치          | 김진규        |
| 골키퍼 코치   | 페드루 로마   |
| 피지컬 코치   | 이재홍        |
| 피지컬 코치   | 정현규        |
| 피지컬 코치   | 누누 마티아스 |

## 선수단

### 현재 선수 명단
다음 명단은 2025년 6월 23일 대한축구협회에서 발표한 7월 2025년 EAFF E-1 풋볼 챔피언십에 참가하는 선수들 명단이다.
출전 횟수와 득점 수는 2025년 7월 15일 열린 일본과의 경기 이후를 기준으로 되어 있다.
| 번호 | 위치 | 선수          | 생년월일 (나이)        | 출전 | 득점 | 소속              |
| ---- | ---- | ------------- | ---------------------- | ---- | ---- | ----------------- |
| 21   | GK   | 조현우 (주장) | 1991년 9월 25일(33세)  | 44   | 0    | 울산 HD           |
| 1    | GK   | 이창근        | 1993년 8월 30일(31세)  | 3    | 0    | 대전 하나 시티즌  |
| 12   | GK   | 김동헌        | 1997년 3월 3일(28세)   | 0    | 0    | 인천 유나이티드   |
|      |      |               |                        |      |      |                   |
| 15   | DF   | 김문환        | 1995년 8월 1일(30세)   | 30   | 0    | 대전 하나 시티즌  |
| 3    | DF   | 이태석        | 2002년 7월 28일(23세)  | 7    | 0    | 아우스트리아 빈   |
| 4    | DF   | 김주성        | 2000년 12월 12일(24세) | 5    | 1    | 산프레체 히로시마 |
| 14   | DF   | 박승욱        | 1997년 5월 7일(28세)   | 5    | 0    | 포항 스틸러스     |
| 22   | DF   | 김태현        | 1996년 12월 19일(28세) | 1    | 0    | 전북 현대 모터스  |
| 26   | DF   | 김태현        | 2000년 9월 17일(24세)  | 1    | 0    | 가시마 앤틀러스   |
| 24   | DF   | 변준수        | 2001년 11월 30일(23세) | 1    | 0    | 광주 FC           |
| 16   | DF   | 서명관        | 2002년 11월 23일(22세) | 1    | 0    | 울산 HD           |
| 2    | DF   | 조현택        | 2001년 8월 2일(24세)   | 1    | 0    | 울산 HD           |
|      |      |               |                        |      |      |                   |
| 7    | MF   | 나상호        | 1996년 8월 12일(29세)  | 30   | 2    | 마치다 젤비아     |
| 11   | MF   | 문선민        | 1992년 6월 9일(33세)   | 21   | 2    | FC 서울           |
| 6    | MF   | 김진규        | 1997년 2월 24일(28세)  | 12   | 3    | 전북 현대 모터스  |
| 10   | MF   | 이동경        | 1997년 9월 20일(27세)  | 12   | 2    | 김천 상무         |
| 5    | MF   | 박진섭        | 1995년 10월 23일(29세) | 8    | 1    | 전북 현대 모터스  |
| 13   | MF   | 강상윤        | 2004년 5월 31일(21세)  | 3    | 1    | 전북 현대 모터스  |
| 23   | MF   | 서민우        | 1998년 3월 12일(27세)  | 3    | 0    | 강원 FC           |
| 8    | MF   | 김봉수        | 1999년 12월 26일(25세) | 2    | 0    | 대전 하나 시티즌  |
| 25   | MF   | 모재현        | 1996년 9월 24일(28세)  | 2    | 0    | 강원 FC           |
| 20   | MF   | 이승원        | 2003년 3월 6일(22세)   | 2    | 0    | 김천 상무         |
| 17   | MF   | 정승원        | 1997년 2월 27일(28세)  | 2    | 0    | FC 서울           |
|      |      |               |                        |      |      |                   |
| 9    | FW   | 주민규        | 1990년 4월 13일(35세)  | 11   | 3    | 대전 하나 시티즌  |
| 19   | FW   | 오세훈        | 1999년 1월 15일(26세)  | 10   | 2    | 마치다 젤비아     |
| 18   | FW   | 이호재        | 2000년 10월 14일(24세) | 3    | 1    | 포항 스틸러스     |

### 최근 차출된 선수 명단
아래 명단은 최근 12개월 이내에 대한민국 축구 국가대표팀에 소집된 적 있는 선수들의 명단이다.
| 위치 | 선수   | 생년월일 (나이)        | 출전 | 득점 | 소속                     | 최근 소집                          |
| ---- | ------ | ---------------------- | ---- | ---- | ------------------------ | ---------------------------------- |
| GK   | 김경민 | 1991년 11월 1일(33세)  | 0    | 0    | 광주 FC                  | v. 팔레스타인, 2024년 11월 19일    |
| GK   | 김승규 | 1990년 9월 30일(34세)  | 81   | 0    | FC 도쿄                  | v. 이라크, 2024년 10월 15일        |
| GK   | 김준홍 | 2003년 6월 3일(22세)   | 0    | 0    | D.C. 유나이티드          | v. 이라크, 2024년 10월 15일        |
| GK   | 송범근 | 1997년 10월 15일(27세) | 1    | 0    | 전북 현대 모터스         | v. 오만, 2024년 9월 10일           |
|      |        |                        |      |      |                          |                                    |
| DF   | 권경원 | 1992년 1월 31일(33세)  | 35   | 2    | FC 안양                  | v. 쿠웨이트, 2025년 6월 10일       |
| DF   | 설영우 | 1998년 12월 5일(26세)  | 26   | 0    | 츠르베나 즈베즈다        | v. 쿠웨이트, 2025년 6월 10일       |
| DF   | 조유민 | 1996년 11월 17일(28세) | 14   | 0    | 샤르자                   | v. 쿠웨이트, 2025년 6월 10일       |
| DF   | 이한범 | 2002년 6월 17일(23세)  | 1    | 0    | 미트윌란                 | v. 쿠웨이트, 2025년 6월 10일       |
| DF   | 최준   | 1999년 4월 17일(26세)  | 1    | 0    | FC 서울                  | v. 쿠웨이트, 2025년 6월 10일       |
| DF   | 정승현 | 1994년 4월 3일(31세)   | 26   | 1    | 울산 HD                  | v. 요르단, 2025년 3월 25일 부상    |
| DF   | 황재원 | 2002년 8월 16일(22세)  | 3    | 0    | 대구 FC                  | v. 요르단, 2025년 3월 25일         |
| DF   | 김민재 | 1996년 11월 15일(28세) | 69   | 4    | 바이에른 뮌헨            | v. 오만, 2025년 3월 20일 부상      |
| DF   | 이명재 | 1993년 11월 4일(31세)  | 7    | 0    | 대전 하나 시티즌         | v. 팔레스타인, 2024년 11월 19일    |
| DF   | 이기혁 | 2000년 7월 7일(25세)   | 1    | 0    | 강원 FC                  | v. 팔레스타인, 2024년 11월 19일    |
| DF   | 황문기 | 1996년 12월 8일(28세)  | 2    | 0    | 평창 유나이티드          | v. 쿠웨이트, 2024년 11월 14일 부상 |
| DF   | 박민규 | 1995년 8월 10일(30세)  | 0    | 0    | 홋카이도 콘사돌레 삿포로 | v. 이라크, 2024년 10월 15일        |
| DF   | 김영권 | 1990년 2월 27일(35세)  | 112  | 7    | 울산 HD                  | v. 오만, 2024년 9월 10일           |
| DF   | 최우진 | 2004년 7월 18일(21세)  | 0    | 0    | 전북 현대 모터스         | v. 오만, 2024년 9월 10일           |
|      |        |                        |      |      |                          |                                    |
| MF   | 전진우 | 1999년 9월 9일(25세)   | 2    | 0    | 전북 현대 모터스         | 2025년 EAFF E-1 풋볼 챔피언십 부상 |
| MF   | 손흥민 | 1992년 7월 8일(33세)   | 134  | 51   | 로스앤젤레스 FC          | v. 쿠웨이트, 2025년 6월 10일       |
| MF   | 이재성 | 1992년 8월 10일(33세)  | 98   | 15   | 마인츠 05                | v. 쿠웨이트, 2025년 6월 10일       |
| MF   | 황희찬 | 1996년 1월 26일(29세)  | 73   | 16   | 울버햄프턴 원더러스      | v. 쿠웨이트, 2025년 6월 10일       |
| MF   | 황인범 | 1996년 9월 20일(28세)  | 69   | 6    | 페예노르트               | v. 쿠웨이트, 2025년 6월 10일       |
| MF   | 이강인 | 2001년 2월 19일(24세)  | 38   | 11   | 파리 생제르맹            | v. 쿠웨이트, 2025년 6월 10일       |
| MF   | 배준호 | 2003년 8월 21일(21세)  | 8    | 2    | 스토크 시티              | v. 쿠웨이트, 2025년 6월 10일       |
| MF   | 원두재 | 1997년 11월 18일(27세) | 8    | 0    | 코르 파칸                | v. 쿠웨이트, 2025년 6월 10일       |
| MF   | 양현준 | 2002년 5월 25일(23세)  | 6    | 0    | 셀틱                     | v. 쿠웨이트, 2025년 6월 10일       |
| MF   | 박용우 | 1993년 9월 10일(31세)  | 23   | 0    | 알아인                   | v. 이라크, 2025년 6월 5일 정지     |
| MF   | 백승호 | 1997년 3월 17일(28세)  | 21   | 3    | 버밍엄 시티              | v. 요르단, 2025년 3월 25일 부상    |
| MF   | 엄지성 | 2002년 5월 9일(23세)   | 3    | 1    | 스완지 시티              | v. 요르단, 2025년 3월 25일         |
| MF   | 양민혁 | 2006년 4월 16일(19세)  | 1    | 0    | 포츠머스                 | v. 요르단, 2025년 3월 25일         |
| MF   | 정우영 | 1999년 9월 20일(25세)  | 22   | 4    | 우니온 베를린            | v. 팔레스타인, 2024년 11월 19일    |
| MF   | 홍현석 | 1999년 6월 16일(26세)  | 14   | 0    | 낭트                     | v. 팔레스타인, 2024년 11월 19일    |
| MF   | 이현주 | 2003년 2월 7일(22세)   | 1    | 0    | 아로카                   | v. 팔레스타인, 2024년 11월 19일    |
| MF   | 이승우 | 1998년 1월 6일(27세)   | 12   | 0    | 전북 현대 모터스         | v. 이라크, 2024년 10월 15일        |
| MF   | 권혁규 | 2001년 3월 13일(24세)  | 0    | 0    | 낭트                     | v. 이라크, 2024년 10월 15일        |
| MF   | 정우영 | 1989년 12월 14일(35세) | 76   | 3    | 울산 HD                  | v. 오만, 2024년 9월 10일           |
| MF   | 정호연 | 2000년 9월 28일(24세)  | 1    | 0    | 미네소타 유나이티드      | v. 오만, 2024년 9월 10일           |
|      |        |                        |      |      |                          |                                    |
| FW   | 오현규 | 2001년 4월 12일(24세)  | 19   | 4    | 헹크                     | v. 쿠웨이트, 2025년 6월 10일       |

범례
정지: 출전 정지 

부상: 소집 당시 또는 소집 이후 부상으로 선수단에서 제외 

징계: 징계로 인해 국가대표팀에서 제외 

기타: 소집 당시 또는 소집 이후 개인적인 사유로 인해 선수단에서 제외 

### KFA 명예의 전당
아래 인물들은 KFA 명예의 전당에 헌액되거나 설문 조사에서 대한민국 축구 국가대표팀 역대 최고의 XI로 선정된 인물들이다.
- 홍덕영 (1948–1954)
- 이세연 (1966–1973)
- 이운재 (1994–2010)

- 김정남 (1964–1973)
- 김호 (1966–1972)
- 홍명보 (1990–2002)
- 이영표 (1999–2011)

- 김용식 (1948–1950)
- 허정무 (1974–1986)
- 이영무 (1975–1981)
- 조광래 (1977–1986)
- 박창선 (1979–1986)
- 박지성 (2000–2011)

- 이회택 (1966–1977)
- 차범근 (1972–1986)
- 최순호 (1980–1991)
- 김주성 (1985–1996)

### 국제 대회 선수 명단
| FIFA 월드컵 - 1954년 FIFA 월드컵 - 1986년 FIFA 월드컵 - 1990년 FIFA 월드컵 - 1994년 FIFA 월드컵 - 1998년 FIFA 월드컵 - 2002년 FIFA 월드컵 - 2006년 FIFA 월드컵 - 2010년 FIFA 월드컵 - 2014년 FIFA 월드컵 - 2018년 FIFA 월드컵 - 2022년 FIFA 월드컵 | FIFA 컨페더레이션스컵 - 2001년 FIFA 컨페더레이션스컵 | EAFF E-1 풋볼 챔피언십 - 2003년 동아시아 축구 선수권 대회 - 2005년 동아시아 축구 선수권 대회 - 2008년 동아시아 축구 선수권 대회 - 2010년 동아시아 축구 선수권 대회 - 2013년 EAFF 동아시안컵 - 2015년 EAFF 동아시안컵 - 2017년 EAFF E-1 풋볼 챔피언십 - 2019년 EAFF E-1 풋볼 챔피언십 - 2022년 EAFF E-1 풋볼 챔피언십 - 2025년 EAFF E-1 풋볼 챔피언십 |

| AFC 아시안컵 - 1956년 AFC 아시안컵 - 1960년 AFC 아시안컵 - 1964년 AFC 아시안컵 - 1972년 AFC 아시안컵 - 1980년 AFC 아시안컵 - 1984년 AFC 아시안컵 - 1988년 AFC 아시안컵 - 1996년 AFC 아시안컵 - 2000년 AFC 아시안컵 - 2004년 AFC 아시안컵 - 2007년 AFC 아시안컵 - 2011년 AFC 아시안컵 - 2015년 AFC 아시안컵 - 2019년 AFC 아시안컵 - 2023년 AFC 아시안컵 | 올림픽 - 1948년 하계 올림픽 - 1964년 하계 올림픽 - 1988년 하계 올림픽 1992년부터는 23세 이하로 구성된 선수 명단 | 아시안 게임 - 1954년 아시안 게임 - 1958년 아시안 게임 - 1962년 아시안 게임 - 1966년 아시안 게임 - 1970년 아시안 게임 - 1974년 아시안 게임 - 1978년 아시안 게임 - 1982년 아시안 게임 - 1986년 아시안 게임 - 1990년 아시안 게임 - 1994년 아시안 게임 - 1998년 아시안 게임 2002년부터는 23세 이하로 구성된 선수 명단 |

## 개인 기록

### 선수 기록
- 아래 기록은 2025년 6월 10일을 기준으로 RSSSF와 대한축구협회 기록실, 국제 축구 연맹 기록을 참조했다.[22][23][24]
- 굵은 글씨의 선수들은 현재 대표팀에서 활동하고 있는 선수들이다.
- 국제 축구 연맹은 차범근의 사례와 같이 국가대표팀 1군이 출전했던 올림픽 축구 예선전, 국제 축구 연맹의 승인을 받지 않은 일부 친선 경기를 대한축구협회와 달리 공식 A매치로 인정하지 않아 기관에 따라 선수들의 출전 및 득점 공식 기록이 차이가 있어 해당 기록들을 병행 기재했다.
- 국제 축구 연맹은 국제 A매치에 100경기 이상 출전하지 않은 선수들의 국가대표 출전 및 득점 기록을 일반적으로 공개하지 않아 해당 선수들의 출전 및 득점 기록은 RSSSF를 참조했다.
- 경기당 평균 득점 지표는 소수점 세번째 자리에서 반올림을 적용했다.

#### 최다 출장 선수 상위 10위
- 대한축구협회 기준 기록

| #  | 이름   | 활동 기간 | 경기 | 득점 |
| -- | ------ | --------- | ---- | ---- |
| 1  | 차범근 | 1972–1986 | 136  | 58   |
| 1  | 홍명보 | 1990–2002 | 136  | 10   |
| 3  | 손흥민 | 2010–현재 | 134  | 51   |
| 4  | 이운재 | 1994–2010 | 133  | 0    |
| 5  | 이영표 | 1999–2011 | 127  | 5    |
| 6  | 김호곤 | 1971–1979 | 124  | 5    |
| 6  | 유상철 | 1994–2005 | 124  | 18   |
| 8  | 조영증 | 1975–1986 | 113  | 1    |
| 9  | 김영권 | 2010–현재 | 112  | 7    |
| 10 | 기성용 | 2008–2019 | 110  | 10   |

- 국제 축구 연맹 기준 기록

| #  | 이름   | 활동 기간 | 경기 | 득점 |
| -- | ------ | --------- | ---- | ---- |
| 1  | 홍명보 | 1990–2002 | 136  | 10   |
| 2  | 손흥민 | 2010–현재 | 134  | 51   |
| 3  | 이운재 | 1994–2010 | 132  | 0    |
| 4  | 차범근 | 1972–1986 | 130  | 56   |
| 5  | 이영표 | 1999–2011 | 127  | 5    |
| 6  | 유상철 | 1994–2005 | 124  | 18   |
| 7  | 김호곤 | 1971–1979 | 117  | 4    |
| 8  | 김영권 | 2010–현재 | 112  | 7    |
| 9  | 기성용 | 2008–2019 | 110  | 10   |
| 10 | 김태영 | 1992–2004 | 104  | 3    |
| 10 | 이동국 | 1998–2017 | 104  | 33   |

#### 최다 득점 선수  상위 10위
- 대한축구협회 기준 기록

| #  | 이름   | 활동 기간 | 경기 | 득점 | 경기당 평균 득점 |
| -- | ------ | --------- | ---- | ---- | ---------------- |
| 1  | 차범근 | 1972–1986 | 136  | 58   | 0.43             |
| 2  | 손흥민 | 2010–현재 | 134  | 51   | 0.38             |
| 3  | 황선홍 | 1988–2002 | 103  | 50   | 0.49             |
| 4  | 박이천 | 1969–1974 | 88   | 36   | 0.41             |
| 5  | 김재한 | 1972–1979 | 58   | 33   | 0.57             |
| 5  | 이동국 | 1998–2017 | 105  | 33   | 0.32             |
| 7  | 최순호 | 1980–1991 | 97   | 30   | 0.30             |
| 7  | 김도훈 | 1994–2003 | 72   | 30   | 0.41             |
| 7  | 허정무 | 1974–1986 | 104  | 30   | 0.29             |
| 10 | 최용수 | 1995–2003 | 69   | 27   | 0.39             |
| 10 | 이영무 | 1975-1981 | 85   | 27   | 0.32             |
| 10 | 김진국 | 1972–1978 | 97   | 27   | 0.28             |

- 국제 축구 연맹 기준 기록

| # | 이름   | 활동 기간 | 경기 | 득점 | 경기당 평균 득점 |
| - | ------ | --------- | ---- | ---- | ---------------- |
| 1 | 차범근 | 1972–1986 | 130  | 56   | 0.43             |
| 2 | 손흥민 | 2010–현재 | 134  | 51   | 0.38             |
| 3 | 황선홍 | 1988–2002 | 102  | 50   | 0.49             |
| 3 | 박이천 | 1969–1974 | 86   | 40   | 0.47             |
| 4 | 김재한 | 1972–1979 | 57   | 35   | 0.61             |
| 5 | 이동국 | 1998–2017 | 105  | 33   | 0.31             |
| 6 | 최순호 | 1980–1991 | 95   | 30   | 0.31             |
| 6 | 김도훈 | 1994–2003 | 72   | 30   | 0.41             |
| 8 | 허정무 | 1974–1986 | 91   | 29   | 0.31             |
| 9 | 최용수 | 1995–2003 | 67   | 27   | 0.40             |
| 9 | 김진국 | 1972–1978 | 97   | 27   | 0.27             |

## 국제대회 기록
우승       준우승       3위      대한민국에서 진행된 대회

### FIFA 월드컵
| FIFA 월드컵 기록 | FIFA 월드컵 기록             | FIFA 월드컵 기록             | FIFA 월드컵 기록             | FIFA 월드컵 기록             | FIFA 월드컵 기록             | FIFA 월드컵 기록             | FIFA 월드컵 기록             | FIFA 월드컵 기록             | FIFA 월드컵 기록             |                    | 예선 기록          | 예선 기록          | 예선 기록          | 예선 기록          | 예선 기록          | 예선 기록 |
| 연도             | 결과                         | 순위                         | 경기                         | 승                           | 무*                          | 패                           | 득                           | 실                           | 명단                         | 경기               | 승                 | 무                 | 패                 | 득                 | 실                 |           |
| ---------------- | ---------------------------- | ---------------------------- | ---------------------------- | ---------------------------- | ---------------------------- | ---------------------------- | ---------------------------- | ---------------------------- | ---------------------------- | ------------------ | ------------------ | ------------------ | ------------------ | ------------------ | ------------------ | --------- |
| 1930년           | 독립 이전 (일본 제국령 조선) | 독립 이전 (일본 제국령 조선) | 독립 이전 (일본 제국령 조선) | 독립 이전 (일본 제국령 조선) | 독립 이전 (일본 제국령 조선) | 독립 이전 (일본 제국령 조선) | 독립 이전 (일본 제국령 조선) | 독립 이전 (일본 제국령 조선) | 독립 이전 (일본 제국령 조선) | 독립 이전          | 독립 이전          | 독립 이전          | 독립 이전          | 독립 이전          | 독립 이전          |           |
| 1934년           | 독립 이전 (일본 제국령 조선) | 독립 이전 (일본 제국령 조선) | 독립 이전 (일본 제국령 조선) | 독립 이전 (일본 제국령 조선) | 독립 이전 (일본 제국령 조선) | 독립 이전 (일본 제국령 조선) | 독립 이전 (일본 제국령 조선) | 독립 이전 (일본 제국령 조선) | 독립 이전 (일본 제국령 조선) | 독립 이전          | 독립 이전          | 독립 이전          | 독립 이전          | 독립 이전          | 독립 이전          |           |
| 1938년           | 독립 이전 (일본 제국령 조선) | 독립 이전 (일본 제국령 조선) | 독립 이전 (일본 제국령 조선) | 독립 이전 (일본 제국령 조선) | 독립 이전 (일본 제국령 조선) | 독립 이전 (일본 제국령 조선) | 독립 이전 (일본 제국령 조선) | 독립 이전 (일본 제국령 조선) | 독립 이전 (일본 제국령 조선) | 독립 이전          | 독립 이전          | 독립 이전          | 독립 이전          | 독립 이전          | 독립 이전          |           |
| 1950년           | 대회 불참                    | 대회 불참                    | 대회 불참                    | 대회 불참                    | 대회 불참                    | 대회 불참                    | 대회 불참                    | 대회 불참                    | 대회 불참                    | 대회 불참          | 대회 불참          | 대회 불참          | 대회 불참          | 대회 불참          | 대회 불참          |           |
| 1954년           | 조별리그                     | 16위                         | 2                            | 0                            | 0                            | 2                            | 0                            | 16                           | 명단                         | 2                  | 1                  | 1                  | 0                  | 7                  | 3                  |           |
| 1958년           | 대회 불참                    | 대회 불참                    | 대회 불참                    | 대회 불참                    | 대회 불참                    | 대회 불참                    | 대회 불참                    | 대회 불참                    | 대회 불참                    | 참가 신청서 분실   | 참가 신청서 분실   | 참가 신청서 분실   | 참가 신청서 분실   | 참가 신청서 분실   | 참가 신청서 분실   |           |
| 1962년           | 지역 예선 탈락               | 지역 예선 탈락               | 지역 예선 탈락               | 지역 예선 탈락               | 지역 예선 탈락               | 지역 예선 탈락               | 지역 예선 탈락               | 지역 예선 탈락               | 지역 예선 탈락               | 4                  | 2                  | 0                  | 2                  | 6                  | 9                  |           |
| 1966년           | 대회 불참                    | 대회 불참                    | 대회 불참                    | 대회 불참                    | 대회 불참                    | 대회 불참                    | 대회 불참                    | 대회 불참                    | 대회 불참                    | 대회 불참          | 대회 불참          | 대회 불참          | 대회 불참          | 대회 불참          | 대회 불참          |           |
| 1970년           | 지역 예선 탈락               | 지역 예선 탈락               | 지역 예선 탈락               | 지역 예선 탈락               | 지역 예선 탈락               | 지역 예선 탈락               | 지역 예선 탈락               | 지역 예선 탈락               | 지역 예선 탈락               | 4                  | 1                  | 2                  | 1                  | 6                  | 5                  |           |
| 1974년           | 지역 예선 탈락               | 지역 예선 탈락               | 지역 예선 탈락               | 지역 예선 탈락               | 지역 예선 탈락               | 지역 예선 탈락               | 지역 예선 탈락               | 지역 예선 탈락               | 지역 예선 탈락               | 8                  | 3                  | 4                  | 1                  | 10                 | 4                  |           |
| 1978년           | 지역 예선 탈락               | 지역 예선 탈락               | 지역 예선 탈락               | 지역 예선 탈락               | 지역 예선 탈락               | 지역 예선 탈락               | 지역 예선 탈락               | 지역 예선 탈락               | 지역 예선 탈락               | 12                 | 5                  | 6                  | 1                  | 16                 | 9                  |           |
| 1982년           | 지역 예선 탈락               | 지역 예선 탈락               | 지역 예선 탈락               | 지역 예선 탈락               | 지역 예선 탈락               | 지역 예선 탈락               | 지역 예선 탈락               | 지역 예선 탈락               | 지역 예선 탈락               | 3                  | 2                  | 0                  | 1                  | 7                  | 4                  |           |
| 1986년           | 조별리그                     | 20위                         | 3                            | 0                            | 1                            | 2                            | 4                            | 7                            | 명단                         | 8                  | 7                  | 0                  | 1                  | 17                 | 3                  |           |
| 1990년           | 조별리그                     | 22위                         | 3                            | 0                            | 0                            | 3                            | 1                            | 6                            | 명단                         | 11                 | 9                  | 2                  | 0                  | 30                 | 1                  |           |
| 1994년           | 조별리그                     | 20위                         | 3                            | 0                            | 2                            | 1                            | 4                            | 5                            | 명단                         | 13                 | 9                  | 3                  | 1                  | 32                 | 5                  |           |
| 1998년           | 조별리그                     | 30위                         | 3                            | 0                            | 1                            | 2                            | 2                            | 9                            | 명단                         | 12                 | 9                  | 2                  | 1                  | 28                 | 8                  |           |
| 2002년           | 4위                          | 4위                          | 7                            | 3                            | 2                            | 2                            | 8                            | 6                            | 명단                         | 자동 진출 (개최국) | 자동 진출 (개최국) | 자동 진출 (개최국) | 자동 진출 (개최국) | 자동 진출 (개최국) | 자동 진출 (개최국) |           |
| 2006년           | 조별리그                     | 17위                         | 3                            | 1                            | 1                            | 1                            | 3                            | 4                            | 명단                         | 12                 | 7                  | 3                  | 2                  | 18                 | 7                  |           |
| 2010년           | 16강                         | 15위                         | 4                            | 1                            | 1                            | 2                            | 6                            | 8                            | 명단                         | 14                 | 7                  | 7                  | 0                  | 22                 | 7                  |           |
| 2014년           | 조별리그                     | 27위                         | 3                            | 0                            | 1                            | 2                            | 3                            | 6                            | 명단                         | 14                 | 8                  | 3                  | 3                  | 27                 | 11                 |           |
| 2018년           | 조별리그                     | 19위                         | 3                            | 1                            | 0                            | 2                            | 3                            | 3                            | 명단                         | 18                 | 12                 | 3                  | 3                  | 38                 | 10                 |           |
| 2022년           | 16강                         | 16위                         | 4                            | 1                            | 1                            | 2                            | 5                            | 8                            | 명단                         | 16                 | 12                 | 3                  | 1                  | 35                 | 4                  |           |
| 2026년           | 본선 진출                    | 본선 진출                    | 본선 진출                    | 본선 진출                    | 본선 진출                    | 본선 진출                    | 본선 진출                    | 본선 진출                    | 본선 진출                    | 15                 | 10                 | 5                  | 0                  | 36                 | 8                  |           |
| 합계             | 4위                          | 11/19                        | 38                           | 7                            | 10                           | 21                           | 39                           | 78                           | —                            | 152                | 95                 | 39                 | 18                 | 306                | 90                 |           |

1. ↑  FIFA 가맹연도인 1948년부터 계산.

### 올림픽
올림픽은 1992년 대회부터 U-23 경기로 치러지고 있다.
| 올림픽 축구 기록                  | 올림픽 축구 기록      | 올림픽 축구 기록      | 올림픽 축구 기록      | 올림픽 축구 기록      | 올림픽 축구 기록      | 올림픽 축구 기록      | 올림픽 축구 기록      | 올림픽 축구 기록      | 올림픽 축구 기록      |
| 연도                              | 결과                  | 순위                  | 경기                  | 승                    | 무*                   | 패                    | 득점                  | 실점                  | 승점                  |
| --------------------------------- | --------------------- | --------------------- | --------------------- | --------------------- | --------------------- | --------------------- | --------------------- | --------------------- | --------------------- |
| 1948년                            | 8강                   | 8위                   | 2                     | 1                     | 0                     | 1                     | 5                     | 15                    | 3                     |
| 1952년                            | 대회 불참 (한국 전쟁) | 대회 불참 (한국 전쟁) | 대회 불참 (한국 전쟁) | 대회 불참 (한국 전쟁) | 대회 불참 (한국 전쟁) | 대회 불참 (한국 전쟁) | 대회 불참 (한국 전쟁) | 대회 불참 (한국 전쟁) | 대회 불참 (한국 전쟁) |
| 1956년                            | 진출 실패             | 진출 실패             | 진출 실패             | 진출 실패             | 진출 실패             | 진출 실패             | 진출 실패             | 진출 실패             | 진출 실패             |
| 1960년                            | 진출 실패             | 진출 실패             | 진출 실패             | 진출 실패             | 진출 실패             | 진출 실패             | 진출 실패             | 진출 실패             | 진출 실패             |
| 1964년                            | 조별리그              | 14위                  | 3                     | 0                     | 0                     | 3                     | 1                     | 20                    | 0                     |
| 1968년                            | 진출 실패             | 진출 실패             | 진출 실패             | 진출 실패             | 진출 실패             | 진출 실패             | 진출 실패             | 진출 실패             | 진출 실패             |
| 1972년                            | 진출 실패             | 진출 실패             | 진출 실패             | 진출 실패             | 진출 실패             | 진출 실패             | 진출 실패             | 진출 실패             | 진출 실패             |
| 1976년                            | 진출 실패             | 진출 실패             | 진출 실패             | 진출 실패             | 진출 실패             | 진출 실패             | 진출 실패             | 진출 실패             | 진출 실패             |
| 1980년                            | 대회 불참             | 대회 불참             | 대회 불참             | 대회 불참             | 대회 불참             | 대회 불참             | 대회 불참             | 대회 불참             | 대회 불참             |
| 1984년                            | 진출 실패             | 진출 실패             | 진출 실패             | 진출 실패             | 진출 실패             | 진출 실패             | 진출 실패             | 진출 실패             | 진출 실패             |
| 1988년                            | 조별리그              | 11위                  | 3                     | 0                     | 2                     | 1                     | 1                     | 2                     | 2                     |
| 23세 이하 대표팀 경기로 규칙 변경 |                       |                       |                       |                       |                       |                       |                       |                       |                       |
| 합계                              | 3회 진출(3/14)        | 8위(1회)              | 8                     | 1                     | 2                     | 5                     | 7                     | 37                    | 5                     |

### AFC 아시안컵
| AFC 아시안컵 기록 | AFC 아시안컵 기록 | AFC 아시안컵 기록 | AFC 아시안컵 기록 | AFC 아시안컵 기록 | AFC 아시안컵 기록 | AFC 아시안컵 기록 | AFC 아시안컵 기록 | AFC 아시안컵 기록 |                                | 예선 기록                      | 예선 기록                      | 예선 기록                      | 예선 기록                      | 예선 기록                      | 예선 기록 |
| 연도              | 결과              | 경기              | 승                | 무*               | 패                | 득                | 실                | 명단              | 경기                           | 승                             | 무                             | 패                             | 득                             | 실                             |           |
| ----------------- | ----------------- | ----------------- | ----------------- | ----------------- | ----------------- | ----------------- | ----------------- | ----------------- | ------------------------------ | ------------------------------ | ------------------------------ | ------------------------------ | ------------------------------ | ------------------------------ | --------- |
| 1956년            | 우승              | 3                 | 2                 | 1                 | 0                 | 9                 | 6                 | 명단              | 4                              | 4                              | 0                              | 0                              | 9                              | 1                              |           |
| 1960년            | 우승              | 3                 | 3                 | 0                 | 0                 | 9                 | 1                 | 명단              | 자동 진출(개최국)              | 자동 진출(개최국)              | 자동 진출(개최국)              | 자동 진출(개최국)              | 자동 진출(개최국)              | 자동 진출(개최국)              |           |
| 1964년            | 결승리그          | 3                 | 1                 | 0                 | 2                 | 2                 | 4                 | 명단              | 자동 진출 (동부지역 모두 기권) | 자동 진출 (동부지역 모두 기권) | 자동 진출 (동부지역 모두 기권) | 자동 진출 (동부지역 모두 기권) | 자동 진출 (동부지역 모두 기권) | 자동 진출 (동부지역 모두 기권) |           |
| 1968년            | 예선 탈락         | 예선 탈락         | 예선 탈락         | 예선 탈락         | 예선 탈락         | 예선 탈락         | 예선 탈락         | 예선 탈락         | 4                              | 1                              | 1                              | 2                              | 9                              | 4                              |           |
| 1972년            | 준우승            | 5                 | 1                 | 2                 | 2                 | 7                 | 6                 | 명단              | 자동 진출                      | 자동 진출                      | 자동 진출                      | 자동 진출                      | 자동 진출                      | 자동 진출                      |           |
| 1976년            | 예선 탈락         | 예선 탈락         | 예선 탈락         | 예선 탈락         | 예선 탈락         | 예선 탈락         | 예선 탈락         | 예선 탈락         | 4                              | 2                              | 0                              | 2                              | 3                              | 3                              |           |
| 1980년            | 준우승            | 6                 | 4                 | 1                 | 1                 | 12                | 6                 | 명단              | 3                              | 3                              | 0                              | 0                              | 10                             | 1                              |           |
| 1984년            | 조별리그          | 4                 | 0                 | 2                 | 2                 | 1                 | 3                 | 명단              | 4                              | 3                              | 1                              | 0                              | 13                             | 0                              |           |
| 1988년            | 준우승            | 6                 | 5                 | 1                 | 0                 | 11                | 3                 | 명단              | 3                              | 1                              | 1                              | 1                              | 5                              | 3                              |           |
| 1992년            | 예선 탈락         | 예선 탈락         | 예선 탈락         | 예선 탈락         | 예선 탈락         | 예선 탈락         | 예선 탈락         | 예선 탈락         | 2                              | 1                              | 0                              | 1                              | 7                              | 2                              |           |
| 1996년            | 8강전             | 4                 | 1                 | 1                 | 2                 | 7                 | 11                | 명단              | 3                              | 3                              | 0                              | 0                              | 17                             | 0                              |           |
| 2000년            | 3위               | 6                 | 3                 | 1                 | 2                 | 9                 | 6                 | 명단              | 3                              | 3                              | 0                              | 0                              | 19                             | 0                              |           |
| 2004년            | 8강전             | 4                 | 2                 | 1                 | 1                 | 9                 | 4                 | 명단              | 6                              | 4                              | 0                              | 2                              | 30                             | 4                              |           |
| 2007년            | 3위               | 6                 | 1                 | 4                 | 1                 | 3                 | 3                 | 명단              | 6                              | 3                              | 2                              | 1                              | 15                             | 5                              |           |
| 2011년            | 3위               | 6                 | 4                 | 2                 | 0                 | 13                | 7                 | 명단              | 3위 자동 진출                  | 3위 자동 진출                  | 3위 자동 진출                  | 3위 자동 진출                  | 3위 자동 진출                  | 3위 자동 진출                  |           |
| 2015년            | 준우승            | 6                 | 5                 | 0                 | 1                 | 8                 | 2                 | 명단              | 3위 자동 진출                  | 3위 자동 진출                  | 3위 자동 진출                  | 3위 자동 진출                  | 3위 자동 진출                  | 3위 자동 진출                  |           |
| 2019년            | 8강전             | 5                 | 4                 | 0                 | 1                 | 6                 | 2                 | 명단              | 8                              | 8                              | 0                              | 0                              | 27                             | 0                              |           |
| 2023년            | 준결승전          | 6                 | 2                 | 3                 | 1                 | 11                | 10                | 명단              | 6                              | 5                              | 1                              | 0                              | 22                             | 1                              |           |
| 2027년            | 본선 진출         | 본선 진출         | 본선 진출         | 본선 진출         | 본선 진출         | 본선 진출         | 본선 진출         | 본선 진출         | 6                              | 5                              | 1                              | 0                              | 20                             | 1                              |           |
| 합계              | 우승(2회)         | 73                | 38                | 19                | 16                | 117               | 74                | —                 |                                | 57                             | 44                             | 6                              | 9                              | 201                            | 24        |

1. 1 2 3  대한민국 축구 국가대표 B팀이 경기를 했다.

### 아시안 게임
아시안 게임은 2002년 대회부터 U-23 경기로 치러지고 있다. '금메달*'은 공동 우승을 나타낸다.
| 아시안 게임 기록                  | 아시안 게임 기록      | 아시안 게임 기록      | 아시안 게임 기록      | 아시안 게임 기록      | 아시안 게임 기록      | 아시안 게임 기록      | 아시안 게임 기록      | 아시안 게임 기록      | 아시안 게임 기록      |
| 연도                              | 결과                  | 순위                  | 경기                  | 승                    | 무*                   | 패                    | 득점                  | 실점                  | 승점                  |
| --------------------------------- | --------------------- | --------------------- | --------------------- | --------------------- | --------------------- | --------------------- | --------------------- | --------------------- | --------------------- |
| 1951년                            | 대회 불참 (한국 전쟁) | 대회 불참 (한국 전쟁) | 대회 불참 (한국 전쟁) | 대회 불참 (한국 전쟁) | 대회 불참 (한국 전쟁) | 대회 불참 (한국 전쟁) | 대회 불참 (한국 전쟁) | 대회 불참 (한국 전쟁) | 대회 불참 (한국 전쟁) |
| 1954년                            | 결승전                | 은메달                | 4                     | 1                     | 2                     | 1                     | 15                    | 12                    | 5                     |
| 1958년                            | 결승전                | 은메달                | 5                     | 4                     | 0                     | 1                     | 15                    | 6                     | 12                    |
| 1962년                            | 결승전                | 은메달                | 5                     | 4                     | 0                     | 1                     | 9                     | 5                     | 12                    |
| 1966년                            | 조별리그              | 11위                  | 2                     | 0                     | 0                     | 2                     | 0                     | 4                     | 0                     |
| 1970년                            | 결승전                | 금메달*               | 6                     | 3                     | 2                     | 1                     | 5                     | 3                     | 11                    |
| 1974년                            | 8강전                 | 8위                   | 5                     | 1                     | 1                     | 3                     | 4                     | 10                    | 4                     |
| 1978년                            | 결승전                | 금메달*               | 7                     | 6                     | 1                     | 0                     | 15                    | 3                     | 19                    |
| 1982년                            | 조별리그              | 9위                   | 3                     | 1                     | 0                     | 2                     | 4                     | 3                     | 3                     |
| 1986년                            | 결승전                | 금메달                | 6                     | 4                     | 2                     | 0                     | 14                    | 3                     | 14                    |
| 1990년                            | 준결승전              | 동메달                | 6                     | 5                     | 0                     | 1                     | 18                    | 1                     | 15                    |
| 1994년                            | 준결승전              | 4위                   | 6                     | 3                     | 0                     | 3                     | 17                    | 7                     | 9                     |
| 1998년                            | 8강전                 | 6위                   | 6                     | 4                     | 0                     | 2                     | 12                    | 6                     | 12                    |
| 23세 이하 대표팀 경기로 규칙 변경 |                       |                       |                       |                       |                       |                       |                       |                       |                       |
| 합계                              | 12회 진출(12/13)      | 우승(3회)             | 61                    | 36                    | 8                     | 17                    | 128                   | 63                    | 116                   |

### 다이너스티컵/EAFF E-1 챔피언십
동아시아 축구 연맹(EAFF) 가맹국 중 대한민국, 일본, 중국은 자동으로 결승리그에 진출한다.
| 다이너스티컵 / EAFF E-1 챔피언십 기록 | 다이너스티컵 / EAFF E-1 챔피언십 기록 | 다이너스티컵 / EAFF E-1 챔피언십 기록 | 다이너스티컵 / EAFF E-1 챔피언십 기록 | 다이너스티컵 / EAFF E-1 챔피언십 기록 | 다이너스티컵 / EAFF E-1 챔피언십 기록 | 다이너스티컵 / EAFF E-1 챔피언십 기록 | 다이너스티컵 / EAFF E-1 챔피언십 기록 | 다이너스티컵 / EAFF E-1 챔피언십 기록 | 다이너스티컵 / EAFF E-1 챔피언십 기록 |
| 연도                                  | 결과                                  | 순위                                  | 경기                                  | 승                                    | 무*                                   | 패                                    | 득점                                  | 실점                                  | 승점                                  |
| ------------------------------------- | ------------------------------------- | ------------------------------------- | ------------------------------------- | ------------------------------------- | ------------------------------------- | ------------------------------------- | ------------------------------------- | ------------------------------------- | ------------------------------------- |
| 1990년                                | 결승전                                | 우승                                  | 4                                     | 3                                     | 1                                     | 0                                     | 5                                     | 1                                     | 10                                    |
| 1992년                                | 결승전                                | 준우승                                | 4                                     | 1                                     | 3                                     | 0                                     | 5                                     | 3                                     | 6                                     |
| 1995년                                | 결승전                                | 준우승                                | 4                                     | 1                                     | 3                                     | 0                                     | 6                                     | 5                                     | 6                                     |
| 1998년                                | 결승리그                              | 3위                                   | 3                                     | 2                                     | 0                                     | 1                                     | 4                                     | 3                                     | 6                                     |
| 2003년                                | 결승리그                              | 우승                                  | 3                                     | 2                                     | 1                                     | 0                                     | 4                                     | 1                                     | 7                                     |
| 2005년                                | 결승리그                              | 4위                                   | 3                                     | 0                                     | 2                                     | 1                                     | 1                                     | 2                                     | 2                                     |
| 2008년                                | 결승리그                              | 우승                                  | 3                                     | 1                                     | 2                                     | 0                                     | 5                                     | 4                                     | 5                                     |
| 2010년                                | 결승리그                              | 준우승                                | 3                                     | 2                                     | 0                                     | 1                                     | 8                                     | 4                                     | 6                                     |
| 2013년                                | 결승리그                              | 3위                                   | 3                                     | 0                                     | 2                                     | 1                                     | 1                                     | 2                                     | 2                                     |
| 2015년                                | 결승리그                              | 우승                                  | 3                                     | 1                                     | 2                                     | 0                                     | 3                                     | 1                                     | 5                                     |
| 2017년                                | 결승리그                              | 우승                                  | 3                                     | 2                                     | 1                                     | 0                                     | 7                                     | 3                                     | 7                                     |
| 2019년                                | 결승리그                              | 우승                                  | 3                                     | 3                                     | 0                                     | 0                                     | 4                                     | 0                                     | 9                                     |
| 2022년                                | 결승리그                              | 준우승                                | 3                                     | 2                                     | 0                                     | 1                                     | 6                                     | 3                                     | 6                                     |
| 2024년                                |                                       |                                       | 0                                     | 0                                     | 0                                     | 0                                     | 0                                     | 0                                     | 0                                     |
| 합계                                  | 13회 진출(13/13)                      | 우승(6회)                             | 39                                    | 20                                    | 17                                    | 5                                     | 59                                    | 32                                    | 77                                    |

### CONCACAF 골드컵
북중미 대회지만 대한민국은 특별 초청팀으로 1996년~2005년 사이의 일부 대회에 참가했다.
| 북중미 골드컵 기록 | 북중미 골드컵 기록              | 북중미 골드컵 기록              | 북중미 골드컵 기록              | 북중미 골드컵 기록              | 북중미 골드컵 기록              | 북중미 골드컵 기록              | 북중미 골드컵 기록              | 북중미 골드컵 기록              | 북중미 골드컵 기록              |
| 년도               | 결과                            | 순위                            | 경기                            | 승                              | 무*                             | 패                              | 득점                            | 실점                            | 승점                            |
| ------------------ | ------------------------------- | ------------------------------- | ------------------------------- | ------------------------------- | ------------------------------- | ------------------------------- | ------------------------------- | ------------------------------- | ------------------------------- |
| 1996년             |                                 |                                 |                                 |                                 |                                 |                                 |                                 |                                 |                                 |
| 1998년             |                                 |                                 |                                 |                                 |                                 |                                 |                                 |                                 |                                 |
| 2000년             | 조별리그                        | 9위                             | 2                               | 0                               | 2                               | 0                               | 2                               | 2                               | 2                               |
| 2002년             | 준결승                          | 4위                             | 5                               | 0                               | 2                               | 3                               | 3                               | 7                               | 2                               |
| 2003년             |                                 |                                 |                                 |                                 |                                 |                                 |                                 |                                 |                                 |
| 2005년             |                                 |                                 |                                 |                                 |                                 |                                 |                                 |                                 |                                 |
| 합계               | 2회 진출(초청)                  | 4위(1회)                        | 7                               | 0                               | 4                               | 3                               | 5                               | 9                               | 4                               |
| 순위               | CONCACAF 골드컵 역대 순위: 19위 | CONCACAF 골드컵 역대 순위: 19위 | CONCACAF 골드컵 역대 순위: 19위 | CONCACAF 골드컵 역대 순위: 19위 | CONCACAF 골드컵 역대 순위: 19위 | CONCACAF 골드컵 역대 순위: 19위 | CONCACAF 골드컵 역대 순위: 19위 | CONCACAF 골드컵 역대 순위: 19위 | CONCACAF 골드컵 역대 순위: 19위 |

### 국가별 역대 전적
- 2025년 3월 25일 기준

| 국가                          | 경기 | 승  | 무  | 패  | 득    | 실  | 차   | 승률 % |
| ----------------------------- | ---- | --- | --- | --- | ----- | --- | ---- | ------ |
| 아프가니스탄                  | 1    | 1   | 0   | 0   | 8     | 2   | +6   | 100.00 |
| 알제리                        | 2    | 1   | 0   | 1   | 4     | 4   | +0   | 050.00 |
| 앙골라                        | 1    | 1   | 0   | 0   | 1     | 0   | +1   | 100.00 |
| 아르헨티나                    | 3    | 0   | 0   | 3   | 2     | 8   | −6   | 000.00 |
| 오스트레일리아                | 29   | 9   | 11  | 9   | 30    | 29  | +1   | 031.03 |
| 바레인                        | 17   | 12  | 4   | 1   | 40    | 12  | +28  | 070.59 |
| 방글라데시                    | 2    | 2   | 0   | 0   | 13    | 0   | +13  | 100.00 |
| 벨라루스                      | 1    | 0   | 0   | 1   | 0     | 1   | −1   | 000.00 |
| 벨기에                        | 4    | 0   | 1   | 3   | 2     | 6   | −4   | 000.00 |
| 볼리비아                      | 3    | 1   | 2   | 0   | 1     | 0   | +1   | 033.33 |
| 보스니아 헤르체고비나         | 2    | 1   | 0   | 1   | 3     | 3   | +0   | 050.00 |
| 브라질                        | 8    | 1   | 0   | 7   | 6     | 20  | −14  | 012.50 |
| 브루나이                      | 1    | 1   | 0   | 0   | 3     | 0   | +3   | 100.00 |
| 불가리아                      | 2    | 0   | 1   | 1   | 1     | 2   | −1   | 000.00 |
| 부르키나파소                  | 1    | 1   | 0   | 0   | 1     | 0   | +1   | 100.00 |
| 캄보디아                      | 7    | 6   | 0   | 1   | 22    | 4   | +18  | 085.71 |
| 카메룬                        | 5    | 3   | 2   | 0   | 10    | 3   | +7   | 060.00 |
| 캐나다                        | 5    | 2   | 1   | 2   | 5     | 4   | +1   | 040.00 |
| 칠레                          | 3    | 1   | 1   | 1   | 2     | 1   | +1   | 033.33 |
| 중화인민공화국 (list)         | 38   | 23  | 13  | 2   | 56    | 26  | +30  | 060.53 |
| 중화 타이베이                 | 21   | 14  | 1   | 6   | 50    | 19  | +31  | 066.67 |
| 콜롬비아                      | 8    | 4   | 3   | 1   | 14    | 9   | +5   | 050.00 |
| 코스타리카                    | 10   | 4   | 3   | 3   | 13    | 12  | +1   | 040.00 |
| 크로아티아                    | 7    | 2   | 2   | 3   | 7     | 11  | −4   | 028.57 |
| 쿠바                          | 1    | 0   | 1   | 0   | 0     | 0   | +0   | 000.00 |
| 체코                          | 5    | 1   | 2   | 2   | 5     | 14  | −9   | 020.00 |
| 덴마크                        | 2    | 0   | 1   | 1   | 1     | 3   | −2   | 000.00 |
| 에콰도르                      | 2    | 1   | 0   | 1   | 3     | 2   | +1   | 050.00 |
| 이집트                        | 18   | 6   | 7   | 5   | 18    | 21  | −3   | 033.33 |
| 엘살바도르                    | 1    | 0   | 1   | 0   | 1     | 1   | +0   | 000.00 |
| 잉글랜드                      | 1    | 0   | 1   | 0   | 1     | 1   | +0   | 000.00 |
| 핀란드                        | 3    | 3   | 0   | 0   | 5     | 0   | +5   | 100.00 |
| 프랑스                        | 3    | 0   | 1   | 2   | 3     | 9   | −6   | 000.00 |
| 조지아                        | 1    | 0   | 1   | 0   | 2     | 2   | +0   | 000.00 |
| 독일                          | 4    | 2   | 0   | 2   | 7     | 5   | +2   | 050.00 |
| 가나                          | 7    | 3   | 0   | 4   | 10    | 14  | −4   | 042.86 |
| 그리스                        | 4    | 3   | 1   | 0   | 6     | 1   | +5   | 075.00 |
| 괌                            | 1    | 1   | 0   | 0   | 9     | 0   | +9   | 100.00 |
| 과테말라                      | 3    | 1   | 1   | 1   | 4     | 3   | +1   | 033.33 |
| 아이티                        | 1    | 1   | 0   | 0   | 4     | 1   | +3   | 100.00 |
| 온두라스                      | 3    | 3   | 0   | 0   | 9     | 0   | +9   | 100.00 |
| 홍콩                          | 29   | 22  | 5   | 2   | 69    | 21  | +48  | 075.86 |
| 헝가리                        | 2    | 0   | 0   | 2   | 0     | 10  | −10  | 000.00 |
| 아이슬란드                    | 2    | 2   | 0   | 0   | 6     | 1   | +5   | 100.00 |
| 인도                          | 19   | 14  | 2   | 3   | 48    | 12  | +36  | 073.68 |
| 인도네시아                    | 36   | 30  | 4   | 2   | 84    | 19  | +65  | 083.33 |
| 이란 (list)                   | 33   | 10  | 10  | 13  | 36    | 34  | +2   | 030.30 |
| 이라크                        | 25   | 11  | 12  | 2   | 32    | 16  | +16  | 044.00 |
| 이스라엘                      | 11   | 5   | 4   | 2   | 17    | 12  | +5   | 045.45 |
| 이탈리아                      | 2    | 1   | 0   | 1   | 4     | 4   | +0   | 050.00 |
| 코트디부아르                  | 1    | 1   | 0   | 0   | 2     | 0   | +2   | 100.00 |
| 자메이카                      | 4    | 2   | 2   | 0   | 7     | 3   | +4   | 050.00 |
| 일본 (list)                   | 81   | 42  | 23  | 16  | 124   | 76  | +48  | 051.85 |
| 요르단                        | 9    | 4   | 4   | 1   | 10    | 7   | +3   | 044.44 |
| 카자흐스탄                    | 2    | 1   | 1   | 0   | 4     | 1   | +3   | 050.00 |
| 쿠웨이트                      | 25   | 13  | 4   | 8   | 33    | 21  | +12  | 052.00 |
| 키르기스스탄                  | 1    | 1   | 0   | 0   | 1     | 0   | +1   | 100.00 |
| 라오스                        | 5    | 5   | 0   | 0   | 28    | 0   | +28  | 100.00 |
| 라트비아                      | 2    | 2   | 0   | 0   | 2     | 0   | +2   | 100.00 |
| 레바논                        | 16   | 12  | 3   | 1   | 28    | 5   | +23  | 075.00 |
| 리비아                        | 1    | 1   | 0   | 0   | 4     | 0   | +4   | 100.00 |
| 마카오                        | 3    | 3   | 0   | 0   | 11    | 2   | +9   | 100.00 |
| 말레이시아                    | 47   | 26  | 13  | 8   | 81    | 45  | +36  | 055.32 |
| 몰디브                        | 2    | 1   | 1   | 0   | 2     | 0   | +2   | 050.00 |
| 말리                          | 1    | 1   | 0   | 0   | 3     | 1   | +2   | 100.00 |
| 몰타                          | 2    | 1   | 1   | 0   | 3     | 2   | +1   | 050.00 |
| 멕시코                        | 14   | 4   | 2   | 8   | 18    | 29  | −11  | 028.57 |
| 몰도바                        | 2    | 2   | 0   | 0   | 5     | 0   | +5   | 100.00 |
| 몽골                          | 1    | 1   | 0   | 0   | 6     | 0   | +6   | 100.00 |
| 모로코                        | 2    | 0   | 1   | 1   | 3     | 5   | −2   | 000.00 |
| 미얀마                        | 27   | 15  | 7   | 5   | 42    | 15  | +27  | 055.56 |
| 네팔                          | 7    | 7   | 0   | 0   | 53    | 0   | +53  | 100.00 |
| 네덜란드                      | 2    | 0   | 0   | 2   | 0     | 7   | −7   | 000.00 |
| 뉴질랜드                      | 7    | 6   | 1   | 0   | 10    | 1   | +9   | 085.71 |
| 나이지리아                    | 5    | 3   | 2   | 0   | 9     | 6   | +3   | 060.00 |
| 조선민주주의인민공화국 (list) | 17   | 7   | 9   | 1   | 14    | 6   | +8   | 041.18 |
| 북마케도니아                  | 2    | 1   | 1   | 0   | 4     | 3   | +1   | 050.00 |
| 북아일랜드                    | 1    | 0   | 0   | 1   | 1     | 2   | −1   | 000.00 |
| 노르웨이                      | 4    | 1   | 1   | 2   | 5     | 6   | −1   | 025.00 |
| 오만                          | 7    | 5   | 1   | 1   | 14    | 6   | +8   | 071.43 |
| 파키스탄                      | 2    | 2   | 0   | 0   | 13    | 0   | +13  | 100.00 |
| 팔레스타인                    | 2    | 0   | 2   | 0   | 1     | 1   | +0   | 000.00 |
| 파나마                        | 1    | 0   | 1   | 0   | 2     | 2   | +0   | 000.00 |
| 파라과이                      | 7    | 2   | 4   | 1   | 8     | 7   | +1   | 028.57 |
| 페루                          | 3    | 0   | 1   | 2   | 0     | 5   | −5   | 000.00 |
| 필리핀                        | 8    | 8   | 0   | 0   | 37    | 0   | +37  | 100.00 |
| 폴란드                        | 2    | 1   | 0   | 1   | 4     | 3   | +1   | 050.00 |
| 포르투갈                      | 2    | 2   | 0   | 0   | 3     | 1   | +2   | 100.00 |
| 카타르                        | 11   | 6   | 2   | 3   | 19    | 13  | +6   | 054.55 |
| 루마니아                      | 1    | 0   | 0   | 1   | 1     | 2   | −1   | 000.00 |
| 러시아                        | 3    | 0   | 1   | 2   | 4     | 7   | −3   | 000.00 |
| 사우디아라비아                | 19   | 5   | 9   | 5   | 20    | 18  | +2   | 026.32 |
| 스코틀랜드                    | 1    | 1   | 0   | 0   | 4     | 1   | +3   | 100.00 |
| 세네갈                        | 4    | 1   | 1   | 2   | 3     | 4   | −1   | 025.00 |
| 세르비아                      | 3    | 1   | 1   | 1   | 3     | 3   | +0   | 033.33 |
| 세르비아 몬테네그로           | 1    | 1   | 0   | 0   | 2     | 0   | +2   | 100.00 |
| 싱가포르                      | 28   | 23  | 3   | 2   | 97    | 19  | +78  | 082.14 |
| 슬로바키아                    | 1    | 0   | 1   | 0   | 0     | 0   | +0   | 000.00 |
| 남예멘                        | 1    | 1   | 0   | 0   | 3     | 0   | +3   | 100.00 |
| 스페인                        | 6    | 0   | 2   | 4   | 5     | 16  | −11  | 000.00 |
| 스리랑카                      | 3    | 3   | 0   | 0   | 19    | 0   | +19  | 100.00 |
| 수단                          | 1    | 1   | 0   | 0   | 8     | 0   | +8   | 100.00 |
| 스웨덴                        | 5    | 0   | 2   | 3   | 3     | 18  | −15  | 000.00 |
| 스위스                        | 2    | 1   | 0   | 1   | 2     | 3   | −1   | 050.00 |
| 시리아                        | 10   | 6   | 3   | 1   | 12    | 5   | +7   | 060.00 |
| 타지키스탄                    | 1    | 1   | 0   | 0   | 4     | 1   | +3   | 100.00 |
| 태국                          | 47   | 31  | 8   | 8   | 96    | 37  | +59  | 065.96 |
| 토고                          | 1    | 1   | 0   | 0   | 2     | 1   | +1   | 100.00 |
| 트리니다드 토바고             | 1    | 0   | 1   | 0   | 1     | 1   | +0   | 000.00 |
| 튀니지                        | 3    | 1   | 1   | 1   | 4     | 1   | +3   | 033.33 |
| 튀르키예                      | 7    | 1   | 2   | 4   | 4     | 13  | −9   | 014.29 |
| 투르크메니스탄                | 5    | 4   | 0   | 1   | 16    | 4   | +12  | 080.00 |
| 우크라이나                    | 2    | 2   | 0   | 0   | 3     | 0   | +3   | 100.00 |
| 아랍에미리트                  | 21   | 13  | 5   | 3   | 38    | 14  | +24  | 061.90 |
| 미국                          | 11   | 5   | 3   | 3   | 10    | 8   | +2   | 045.45 |
| 우루과이                      | 10   | 1   | 2   | 7   | 7     | 15  | −8   | 010.00 |
| 우즈베키스탄                  | 16   | 11  | 4   | 1   | 34    | 14  | +20  | 068.75 |
| 베네수엘라                    | 1    | 1   | 0   | 0   | 3     | 1   | +2   | 100.00 |
| 베트남                        | 25   | 17  | 6   | 2   | 66    | 21  | +45  | 068.00 |
| 웨일스                        | 1    | 0   | 1   | 0   | 0     | 0   | +0   | 000.00 |
| 예멘                          | 1    | 1   | 0   | 0   | 6     | 0   | +6   | 100.00 |
| 유고슬라비아                  | 7    | 0   | 3   | 4   | 4     | 13  | −9   | 000.00 |
| 잠비아                        | 4    | 2   | 0   | 2   | 10    | 8   | +2   | 050.00 |
| 합계                          | 990  | 534 | 245 | 211 | 1,784 | 911 | +873 | 53.94  |

## 주요 성적
- FIFA 월드컵

4위: 2002
- AFC 아시안컵

 우승: 1956, 1960
- EAFF E-1 풋볼 챔피언십

 우승: 2003, 2008, 2015, 2017, 2019
- 아프로-아시안 네이션스컵

 우승: 1987

## 은퇴식
2002년 11월부터 70경기 이상 대한민국 축구 국가대표팀 경기를 치른 선수들에게 은퇴식을 거행하고 있다. 박지성은 2014년 7월 K리그 올스타전에서 은퇴경기를 했다.
황선홍은 폴란드전 인터뷰에서 "이번 경기를 마지막 경기로 삼겠다"라고 밝혔다. 이후 홍명보와 은퇴식을 했다.
| 거행일           | 이름   | 포지션   | 등번호 | 경기 | 활동 기간 | 장소               |
| ---------------- | ------ | -------- | ------ | ---- | --------- | ------------------ |
| 2002년 11월 20일 | 황선홍 | 공격수   | 18     | 103  | 1988–2002 | 서울월드컵경기장   |
| 2002년 11월 20일 | 홍명보 | 수비수   | 20     | 136  | 1990–2002 | 서울월드컵경기장   |
| 2003년 4월 16일  | 하석주 | 미드필더 | -      | 94   | 1991–2001 | 서울월드컵경기장   |
| 2005년 11월 12일 | 김태영 | 수비수   | -      | 105  | 1992–2004 | 서울월드컵경기장   |
| 2006년 3월 1일   | 김도훈 | 공격수   | -      | 72   | 1994–2003 | 서울월드컵경기장   |
| 2006년 5월 26일  | 유상철 | 미드필더 | 6      | 124  | 1994–2005 | 서울월드컵경기장   |
| 2007년 8월 22일  | 서정원 | 공격수   | -      | 88   | 1990–2001 | 서울월드컵경기장   |
| 2010년 8월 11일  | 이운재 | 골키퍼   | 1      | 133  | 1994–2010 | 수원월드컵경기장   |
| 2012년 2월 29일  | 안정환 | 공격수   | 9      | 71   | 1997–2010 | 서울월드컵경기장   |
| 2013년 11월 15일 | 이영표 | 수비수   | 12     | 127  | 1999–2011 | 서울월드컵경기장   |
| 2014년 7월 25일  | 박지성 | 미드필더 | 7      | 100  | 2000–2011 | 서울월드컵경기장   |
| 2015년 3월 31일  | 차두리 | 수비수   | 22     | 76   | 2001–2015 | 서울월드컵경기장   |
| 2015년 10월 13일 | 설기현 | 공격수   | -      | 82   | 2000–2009 | 서울월드컵경기장   |
| 2016년 3월 24일  | 이천수 | 공격수   | -      | 78   | 2000–2008 | 안산와~스타디움    |
| 2019년 3월 22일  | 김정우 | 미드필더 | -      | 76   | 2003-2012 | 울산문수축구경기장 |

## 스폰서
- 2025년 3월 10일 현재

나이키, 하나은행, KT, 교보생명, 현대자동차, 쿠팡플레이, 아시아나항공, 코카콜라 (파워에이드), 넥슨, 기네스, HDC 아이파크

## 같이 보기
- 대한축구협회
- 대한민국 축구 국가대표팀 경기 결과

대한민국 남자 대표팀
- 대한민국 축구 국가대표 B팀
- 대한민국 U-23 축구 국가대표팀
- 대한민국 U-20 축구 국가대표팀
- 대한민국 U-17 축구 국가대표팀
- 대한민국 U-14 축구 국가대표팀
- 대한민국 유니버시아드 축구 국가대표팀
- 대한민국 풋살 국가대표팀
- 대한민국 실업·대학 선발 축구 국가대표팀

대한민국 여자 대표팀
- 대한민국 여자 축구 국가대표팀
- 대한민국 여자 U-20 축구 국가대표팀
- 대한민국 여자 U-17 축구 국가대표팀
- 대한민국 여자 U-14 축구 국가대표팀
- 대한민국 여자 유니버시아드 축구 국가대표팀

## 참고 자료
- 홍의택의 제대로축구 -30년 전, 그들은 마라도나와 싸웠다①
- 홍의택의 제대로축구 -30년 전, 그들은 마라도나와 싸웠다②
- 홍의택의 제대로축구 -30년 전, 그들은 마라도나와 싸웠다③